# Lernäsudden
Lernäsudden är en udde i Finland. Den ligger i Hangö och landskapet Nyland, i den södra delen av landet, 100 km väster om huvudstaden Helsingfors.
Terrängen inåt land är mycket platt. Havet är nära Lernäsudden åt sydost.  Närmaste större samhälle är Ekenäs, 16,3 km nordost om Lernäsudden. I omgivningarna runt Lernäsudden växer i huvudsak barrskog.